# Ukiah (Oregon)
Pour les articles homonymes, voir Ukiah.
Ukiah est une municipalité américaine située dans le comté d'Umatilla en Oregon.
Lors du recensement de 2010, sa population est de 186 habitants. Située dans les montagnes bleues, la municipalité s'étend sur 0,24 mille carré (0,62 km2).
La localité est nommée par E.B. Gambee, originaire d'Ukiah en Californie. Son bureau de poste ouvre en 1890. Ukiah devient une municipalité le 23 mai 1972.